# Шелтозерка
Шелтозе́рка — река в России, протекает по Прионежскому району Республике Карелия.
Вытекает из озера Петъярви, протекает через озёра Грязное и Кодъярви, в деревне Горное Шёлтозеро принимает правый приток из озера Сарыйярви. Впадает в Онежское озеро на северной окраине села Шёлтозера. Длина реки составляет 11 километров.

## Данные водного реестра
По данным государственного водного реестра России относится к Балтийскому бассейновому округу, водохозяйственный участок реки — Бассейн Онежского озера без рр. Шуя, Суна, Водла и Вытегра, речной подбассейн реки — Свирь (включая реки бассейна Онежского озера). Относится к речному бассейну реки Нева (включая бассейны рек Онежского и Ладожского озера).

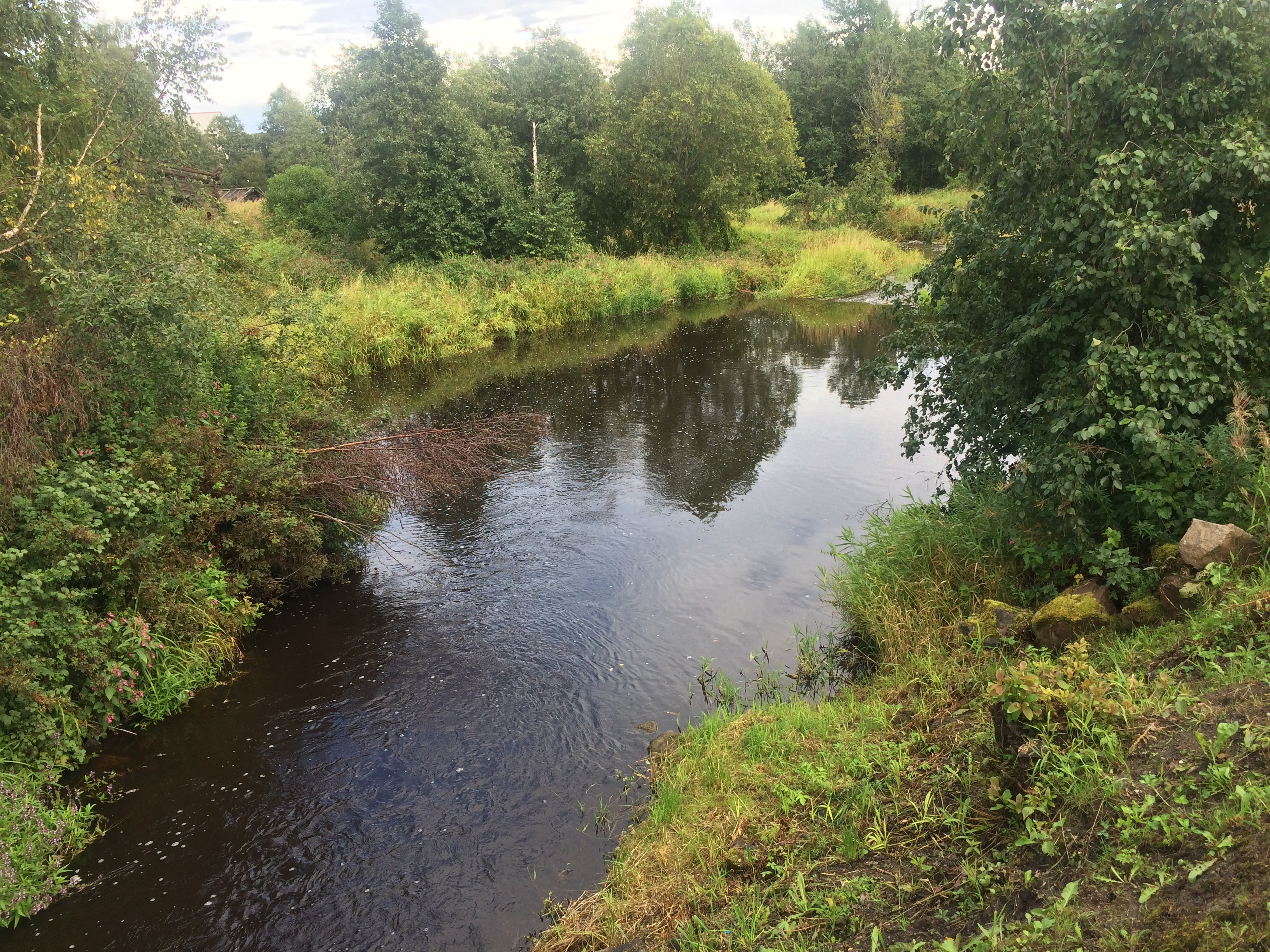
Вид по течению

Код объекта в государственном водном реестре — 01040100612102000013873.